# Produktförsäljning
Produktförsäljning innebär som regel försäljningen av en materiell produkt/vara. Denna form av försäljning karaktäriseras ofta av att produkten har unika egenskaper som framhålls, att den är prisvärd eller att den finns tillgänglig på lager för omgående leverans.